# Nils Lindroth
Nils Olof Lindroth, född 26 maj 1920 i Karlskrona, död 30 oktober 2016 i Skara. var en svensk jurist som var lagman i Sjuhäradsbygdens tingsrätt från 1973 till 1985.
Lindroth blev juris kandidat vid Stockholms högskola 1946, genomförde sin tingstjänstgöring 1946–1948 och blev 1949 fiskal i hovrätten för Övre Norrland. Han blev hovrättsråd 1959, tillförordnad lagman i Lindesbergs tingsrätt 1972, tillförordnad lagman i Falköpings tingsrätt 1973 och ordinarie lagman i Sjuhäradsbygdens tingsrätt 1973-1985.
Lindroth var son till kapten Johan Lindroth och hans maka Anna, född Lindstedt. Han var från 1953 gift med Sonja, född Liljegren 1927, död 1981. Makarna vilar på Norra kyrkogården i Umeå.